# Берёзовка (Вендорожский сельсовет)
Берёзовка (бел. Бярозаўка) — деревня в составе Вендорожского сельсовета Могилёвского района Могилёвской области Республики Беларусь. Была основана в начале 1920-х годов переселенцами из соседних деревень. Расположена в 22 км к юго-западу от Могилёва и в 2 км от железнодорожной станции Вендриж (на линии Могилёв — Осиповичи). По данным 2007 года, в деревне насчитывалось 16 хозяйств и проживало 22 человека.

## История
Деревня была основана в начале 1920-х годов переселенцами из соседних деревень. В 1930-х годах жители Берёзовки вступили в колхоз, в деревне была открыта начальная школа.
Во время Великой Отечественной войны с июля 1941 года по 27 июня 1944 года деревня находилась под оккупацией немецких войск. В Берёзовке и её окрестностях базировались 113-й партизанский отряд Могилёвской военно-оперативной группы и Могилёвский подпольный райком КП(б)Б.
В 1990 году в деревне насчитывалось 40 хозяйств и проживало 71 человек. Берёзовка входила в состав колхоза «Коминтерн» с административным центром в деревне Николаевка 2. В деревне размещалась ферма крупного рогатого скота, работал магазин.
По данным 2007 года, в деревне насчитывалось 16 хозяйств и проживало 22 человека.

## География
Расположена в 22 км к юго-западу от Могилёва и в 2 км от железнодорожной станции Вендриж (на линии Могилёв — Осиповичи). Рельеф местности равнинный. Транспортные связи осуществляются по местной дороге через деревню Новосёлки и далее по шоссе Могилёв — Бобруйск.

## Застройка
Планировка деревни состоит из прямолинейной улицы, ориентированной с северо-запада на юго-восток и застроенной с двух сторон плотно расположенными традиционными деревянными домами усадебного типа.